# حمزه علیزاده صیقلان
الگو:جعبه زندگی‌نامه شخص
حمزه علیزاده صیقلان (زادهٔ ۲ مرداد ۱۳۶۹، رشت) پژوهشگر، مدرس دانشگاه، مشاور کسب‌وکار، نویسنده و کارآفرین ایرانی است که در حوزهٔ کارآفرینی، بازاریابی شبکه‌ای، دیجیتال مارکتینگ و فناوری اطلاعات فعالیت دارد. او مدیر شرکت «صیقلان‌هاست» و مدیر مسئول خبرگزاری «تولم‌نیوز» است و در دانشگاه‌های مختلف ایران به تدریس مشغول است.

## زندگی‌نامه و تحصیلات
علیزاده صیقلان در رشت به دنیا آمد. او دارای مدرک دکترای تخصصی در رشتهٔ کارآفرینی – گرایش کسب‌وکار از دانشگاه آزاد اسلامی واحد ساری است. همچنین دارای کارشناسی ارشد مهندسی فناوری اطلاعات (گرایش تجارت الکترونیک) و کارشناسی مهندسی فناوری اطلاعات است.

## فعالیت‌های حرفه‌ای
- مدیر شرکت صیقلان‌هاست (از ۱۳۹۳ تاکنون)
- مدیر مسئول خبرگزاری «تولم‌نیوز»
- مدرس دانشگاه آزاد اسلامی واحد صومعه‌سرا (از ۱۴۰۲)
- مدرس مجتمع فنی تهران شعبه گیلان (از ۱۴۰۱)
- استاد مدعو دانشگاه ملی مهارت (از ۱۴۰۱)
- مشاوره در زمینهٔ بلاک‌چین، طراحی وب، بازاریابی آنلاین و توسعه شبکه‌های فروش
- کوچ و مربی در حوزه فروش، بازاریابی و هدف‌گذاری

## آثار
- راهنمای شروع سریع در بازاریابی شبکه‌ای (۱۳۹۹)
- انگیزه در ۶۰ ثانیه (۱۳۹۱)
- نتورکر شاد (۱۴۰۲)
- جزو ۱٪ برتر بازاریابی شبکه‌ای شوید (۱۴۰۳)

## مقالات علمی
- مقاله مرتبط با دانشگاه آزاد اسلامی واحد ساری – UniRef (به عنوان منبع علمی)
- مجموعه مقالات و رزومه رسمی – وب‌سایت رسمی
- گوگل اسکالر – پروفایل علمی حمزه علیزاده صیقلان
- ریسرچ‌گیت – مقالات و همکاری‌های علمی
- لینکدین – تجربیات تحصیلی و شغلی
- پروفایل Coachh.ir – کوچ و مشاور کسب‌وکار